# Pola (Oriental Mindoro)
Pola é um município de  terceira classe de renda municipal (d) na província Oriental Mindoro, nas Filipinas. De acordo com o censo de 1 de maio  de  2020 possui uma população de 35 455 pessoas e 8 965 domicílios.